# Queenvic kelty
Espèce
Queenvic kelty est une espèce d'araignées aranéomorphes de la famille des Lamponidae.

## Distribution
Cette espèce est endémique d'Australie. Elle se rencontre au Victoria et dans le Sud de l'Australie-Méridionale.

## Description
La femelle holotype mesure 3,2 mm et le mâle 2,5 mm.

## Publication originale
- Platnick, 2000 : A relimitation and revision of the Australasian ground spider family Lamponidae (Araneae: Gnaphosoidea). Bulletin of the American Museum of Natural History, no 245, p. 1-330 (texte intégral).